# 人粒细胞无形体病
人粒细胞无形体病（HGA, Human granulocytic anaplasmosis），也称无形体病，是一种蜱媒介传染病。
由细胞内的寄生的细菌嗜吞噬细胞无形体 Anaplasma phagocytophilum (曾命名人粒细胞埃立克体，Human granulocytic ehrlichiosis，HGE) 导致。

## 临床表现
临床表现为发热，白细胞和血小板减少，多功能脏器损害。严重时导致瘫痪甚至丧生。发病时发热、严重头痛、肌肉酸痛、寒战、颤抖、无力、头晕、恶心、白细胞和血小板在发病第一周迅速降低。外在症状和流行性感冒非常相似。发病潜伏期为7~14天。此病容易误诊，应及早注意，以免错过初期治疗阶段。

## 传播途径
传播媒介主要是硬蜱属及其它带菌动物。直接接触危重病人或其它带菌动物的血液或者体液，也有可能造成感染。具体传播途径还没有弄清楚。流行发病区域和蜱携带的莱姆病较为重合。

## 治疗
有效的治疗药物为四环素类抗生素主要为强力霉素和四环素，利福平以及喹诺酮类如如左氧氟沙星。
孕妇儿童及对抗生素过敏的人应使用利福平进行治疗。

## 预防
避免长时间停留在蜱活动区如草地树林。外出去野外时应穿五紧服，避免暴露身体部位，袖口应喷洒驱虫剂。如被蜱咬伤，切勿自行取出，以免蜱虫头部或倒刺遗留体内，继续产生毒素。应立即去附近正规医院进行局部麻痹，由医生将蜱虫取出。